# Deadly Rooms of Death
Deadly Rooms of Death (DROD) es una serie de videojuegos de puzle para PC desarrollada por la compañía independiente Caravel Games. Su primera versión, denominada simplemente Deadly Rooms of Death y actualmente no disponible, fue lanzada el año 1997 por Webfoot Technologies. A partir del año 2000, ya desligado de dicha compañía, su creador Erik Hermansen comienza a desarrollar una versión mejorada del desaparecido juego original, para después lanzar secuelas que presenten tanto nuevos desafíos como continuidad en la trama principal del juego.
La principal característica de los distintos títulos es su modo de juego basado en turnos dentro de niveles divididos en casillas, similar al ajedrez, lo cual permite que el juego sea completamente determinista. Bajo estas condiciones, el jugador debe explorar mazmorras y enfrentar obstáculos que desafían su ingenio.
El juego ofrece la posibilidad de crear y editar niveles, permitiendo compartir éstos dentro de una comunidad de jugadores que se contactan a través de un foro oficial. Adicionalmente, Caravel Games ofrece el servicio CaravelNet, el cual permite registrar automáticamente los resultados obtenidos en una base de datos en línea. Con esta herramienta, una vez resuelto un determinado acertijo, es posible visualizar soluciones de otros jugadores. De esta manera, el juego plantea el desafío opcional de encontrar la solución más eficiente, es decir, aquella realizada con el menor número de pasos posible.

## Argumento
El protagonista es Beethro Budkin, un exterminador de mazmorras profesional de quinta generación, quien realiza su trabajo utilizando lo que él mismo denomina una Espada Realmente Grande. La historia principal comienza cuando el Rey Dugan lo contrata para limpiar su mazmorra de una infestación de monstruos, pues desea que los prisioneros reciban su tortura en un ambiente limpio y seguro. A partir de ese instante, Beethro comienza a descender niveles y a encontrarse con cucarachas, serpientes, ojos y otras especies, dando inicio a una larga aventura rodeada de misteriosos descubrimientos, a pesar de que en un principio él sólo pensaba en hacer mucho dinero.
A lo largo de la trama principal compuesta por los distintos juegos lanzados, el jugador tiene la posibilidad de manejar otros personajes además de Beethro Budkin, quienes contribuyen al desarrollo de la historia.

## Jugabilidad
Para avanzar en el juego, se debe conquistar las distintas habitaciones que contiene un nivel para poder llegar a la salida. El jugador puede visualizar una sola habitación a la vez, además de un mapa que sirve como orientación. Para conquistar una habitación, se debe vencer a todos los monstruos que se encuentran ahí y escapar vivo, pues de lo contrario ésta vuelve a su estado inicial.
Las habitaciones están divididas casillas, formando una malla rectangular de 38×32. Cada casilla contiene elemento o una parte de este, ya sea un monstruo, una pared, un orbe que abre puertas, piso libre o cualquier otro. Con esto, cada monstruo ocupa un número entero positivo de cuadrados. Generalmente, el jugador ocupa dos cuadrados: uno para el protagonista y otro para su espada.
En cada instante, el jugador puede tardar cuanto desee para realizar el próximo paso, pues los monstruos o cualquier objeto sólo actuarán inmediatamente después de que el jugador ejecute una de las siguientes acciones:
- moverse a una de las casillas que lo rodean, siempre que ésta no esté ocupada;
- girar el cuerpo en un ángulo de 45 grados;
- esperar en la casilla actual sin ejecutar ninguna acción, para que el resto de los objetos ejecuten un paso.

Debido a este modo de juego, usar la espada para bloquear el avance de los monstruos o para manipularlos es una estrategia esencial, como lo es también contar las distancias de cuadrados a los objetos, ya que esto determinará cuántos movimientos requieres tú o un monstruo para llegar a un objeto o a un cuadrado.
Como resultado, DROD requiere resolución lógica de problemas en lugar de reflejos.

## Lanzamientos
La primera versión de Deadly Rooms of Death, distribuida por Webfoot Technologies, fue lanzada en 1997 y se conoce como Webfoot DROD. Dicha versión duró menos de tres años disponible, pues Webfoot decidió retirarlo de su página web, al igual que muchos de sus juegos antiguos.
Luego del inicio de Caravel Games, en octubre de 2002 fue lanzado DROD: Architects' Edition, el cual incluye los mismos niveles que Webfoot DROD, pero con mejoras en los gráficos, nueva música y un editor de niveles. Este último permite a los usuarios la novedad de crear y compartir paquetes de niveles denominados dominios (en inglés: holds). El dominio oficial que viene incluido en el juego se denomina King Dugan's Dungeon. Actualmente, Architects' Edition se encuentra disponible para descarga gratuita en el sitio web de Caravel Games.
En abril de 2005 fue lanzado DROD: Journey to Rooted Hold, cuya trama corresponde a una secuela directa del juego anterior. El motor correspondiente a esta versión es conocido como DROD 2.0 y se caracteriza por incluir diálogos, gráficos con resolución más alta, mejores interfaces de usuario, nuevos monstruos y elementos de puzle, conectividad a una base de datos en línea y el ya conocido editor de niveles. Desde este lanzamiento en adelante se añade la posibilidad de deshacer un paso realizado, en caso de que el jugador haya cometido un error.
En julio del mismo año fue lanzado DROD: King Dugan's Dungeon, que consiste en un remake de Architects' Edition pero con las características de DROD 2.0, creado con el objetivo de que el usuario tenga una mejor experiencia audiovisual para los niveles originales que dieron inicio a la trama principal, convirtiéndose así en la versión definitiva del primer DROD. Dado que este remake incluye algunos detalles adicionales, el dominio incluido en este juego se denomina King Dugan's Dungeon 2.0. 
El tercer juego de la serie, DROD: The City Beneath, cuyo motor es conocido como DROD 3.0, fue lanzado en abril de 2007. Entre las novedades más destacadas de The City Beneath están las cinemáticas, sistema de iluminación y variables que permiten una progresión no lineal de la trama. 
El cuarto juego de la serie se llama DROD: Gunthro and the Epic Blunder y fue lanzado en 2012 con el motor DROD 4.0. El dominio incluido corresponde a una precuela de la historia original, donde se muestra a Beethro contando la historia de su abuelo Gunthro Budkin, siendo este último el personaje que debe manejar el jugador. Esta entrega presenta un estilo de juego no lineal orientado a principiantes y jugadores nuevos en el universo de DROD.
En 2014, un quinto y posiblemente último juego de la serie fue lanzado con el nombre de DROD: The Second Sky (DROD 5.0), cuya trama cuenta hechos posteriores a The City Beneath.
Es necesario notar que cada versión lanzada es compatible con dominios creados para versiones anteriores, incluyendo los oficiales. De este modo, DROD 5.0 permite cargar cualquier dominio de cualquier versión, con la ventaja adicional de que se tienen los efectos audiovisuales del último motor.

### Extras
Caravel Games ha lanzado una serie de expansiones denominadas Smitemaster's Selections, que consisten en dominios oficiales con voces e historia, tal como en los dominios de la trama principal.
Por otro lado, en septiembre de 2008 fue lanzado DROD RPG: Tendry's Tale, un spin off con jugabilidad similar a los otros títulos pero incluyendo muchos elementos RPG, tales como puntos de vida, equipaje, llaves para abrir puertas y la habilidad de cambiar armas. El juego cuenta con un nuevo personaje, Tendry, quien intenta encontrar el camino a la superficie del mundo. Los dominios de DROD RPG no son compatibles con las versiones de la serie clásica de DROD, y viceversa, pues presentan características muy distintas.

## Crítica
DROD fue recomendado por el experto en puzles matemáticos Ed Pegg Jr., en su columna Math Games del Mathematics Association of America, luego de haber jugado DROD: Journey to Rooted Hold. Allí, afirma que DROD es "el mejor juego de puzle de todos los tiempos". Destaca también la gran diversidad de puzles que se pueden encontrar, incluyendo las que pertenecen a dominios creados por usuarios, además de la complejidad que puede llegar a tener la resolución de una sola habitación.